# 나노스밀루스
나노스밀루스는 님라부스과에 속하는 육식 고대 포유류이다. 체구는 보브캣 정도의 소형종이었다. 유스밀루스나 호플로포네우스와 가까운 계통으로 추정하고 있지만 아직 명확하지 않다.